# Brickegickel

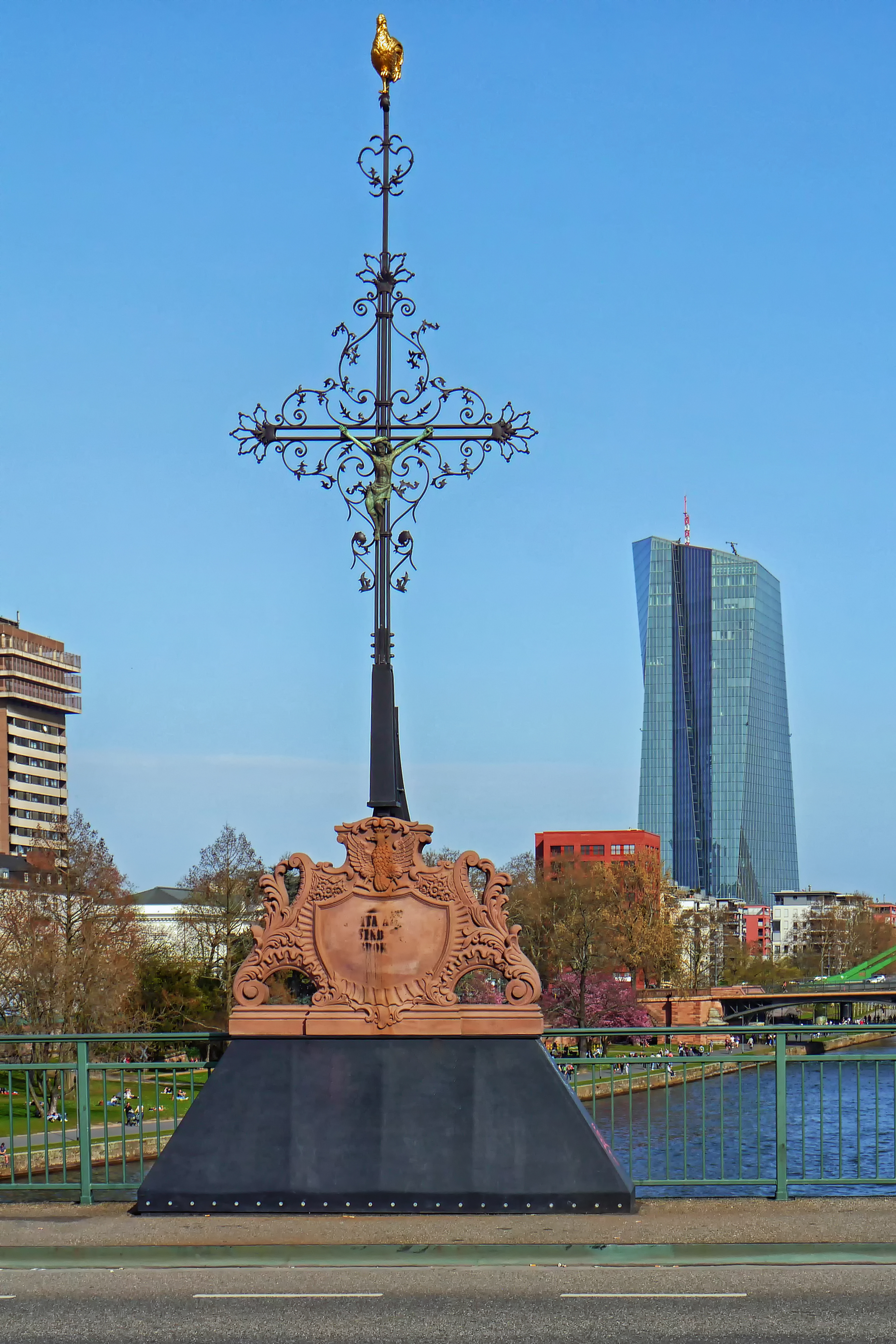
Der Brickegickel 2018 auf der Alten Brücke

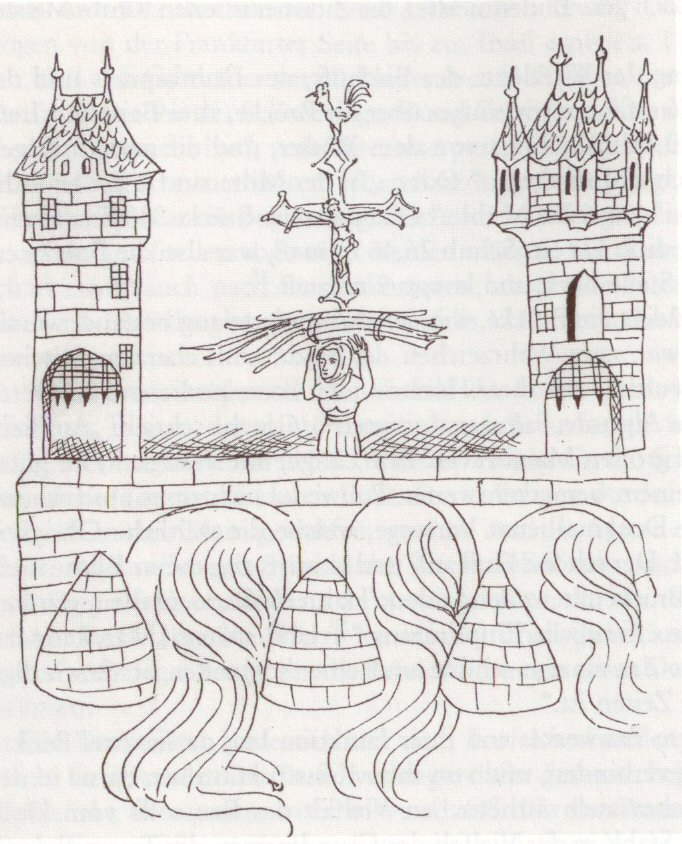
Die älteste Darstellung der Alten Brücke mit Brickegickel aus dem Bedebuch von 1405

Der Brickegickel (Brückengockel, hochdeutsch: Brückenhahn) ist seit 1401 das Wahrzeichen der Alten Brücke in Frankfurt am Main. Im Laufe der Jahrhunderte wurde er fünfmal erneuert. Er ist untrennbar mit der Geschichte der Brücke verbunden und Gegenstand einer der bekanntesten Sagen von Frankfurt.

## Die Geschichte des Brickegickels
1401 wurde ein Kruzifix auf dem mittleren Bogen der Brücke, dem Kreuzbogen, aufgestellt, um die Stelle des tiefsten Fahrwassers zu markieren. Bereits auf der ältesten Abbildung der Brücke aus dem Bedebuch von 1405 ist der Brickegickel, zusammen mit den beiden Brückentürmen, zu sehen.
An der Spitze des Kruzifixes befand sich ein goldener Hahn, als Symbol der Wachsamkeit, aber auch der Reue über den Verrat des Petrus an seinem Herrn Jesus. Der Hahn sollte also die Schiffsleute zur Wachsamkeit mahnen, wenn sie ihr Schiff durch die Strömung unter dem engen Brückenbogen steuern mussten.
Außerdem fanden an dieser Stelle jahrhundertelang Hinrichtungen statt. Den erhaltenen Frankfurter Gerichtsakten ist zu entnehmen, dass zwischen 1366 und 1613 rund 130 Menschen im Main ertränkt wurden. Im 15. Jahrhundert war es die häufigste Form der Todesstrafe in Frankfurt. Nach der peinlichen Gerichtsordnung Kaiser Karls V., der sogenannten Constitutio Criminalis Carolina, war das Ertränken die vorgesehene Strafe für die Delikte Diebstahl, Kindsmord, Blutschande, Bruch der Urfehde, Vergiftung und Abtreibung.
Der Ablauf einer Hinrichtung ist in der Lersnerschen Chronik beschrieben: Die Verurteilten – zu denen auch Frauen gehörten, denn auch zum Tode verurteilte Frauen wurden im Allgemeinen ertränkt – wurden vom Brückenturm, in dem sie inhaftiert waren, auf die Alte Brücke geführt bis an die stat, da man pfleget zu richten: dem Brickegickel am Kreuzbogen. Dort band man ihnen Knie, Arme, Hände und Hals und schob sie auf einem Brett über das Brückengeländer in den Main. Wenn die letzten Blicke der Verurteilten auf den Brickegickel fielen, sollte sie der Hahn zur Buße ermahnen, während das Kruzifix ihnen die göttliche Gnade und Vergebung ihrer Sünden verhieß.
An dieser Stelle war die Strömung des Flusses am stärksten, so dass die Verurteilten sofort mitgerissen wurden und ertranken. Bei hinreichendem Wasserstand wurde die Leiche erst außerhalb der Stadt wieder angelandet, so dass man sich nicht mehr darum zu kümmern brauchte. Nur bei niedrigem Wasserstand konnte es geschehen, dass ein Ertränkter noch auf Frankfurter Territorium an Land gespült wurde. In diesem Fall wurde der Leichnam auf dem Friedhof beim Gutleuthof beigesetzt. Im Gegensatz zu den anderen Hinrichtungen fanden Ertränkungen auch des Nachts statt, um auf der Brücke die sonst bei Hinrichtungen üblichen Menschenansammlungen zu vermeiden.

## Das Schicksal der Brickegickel

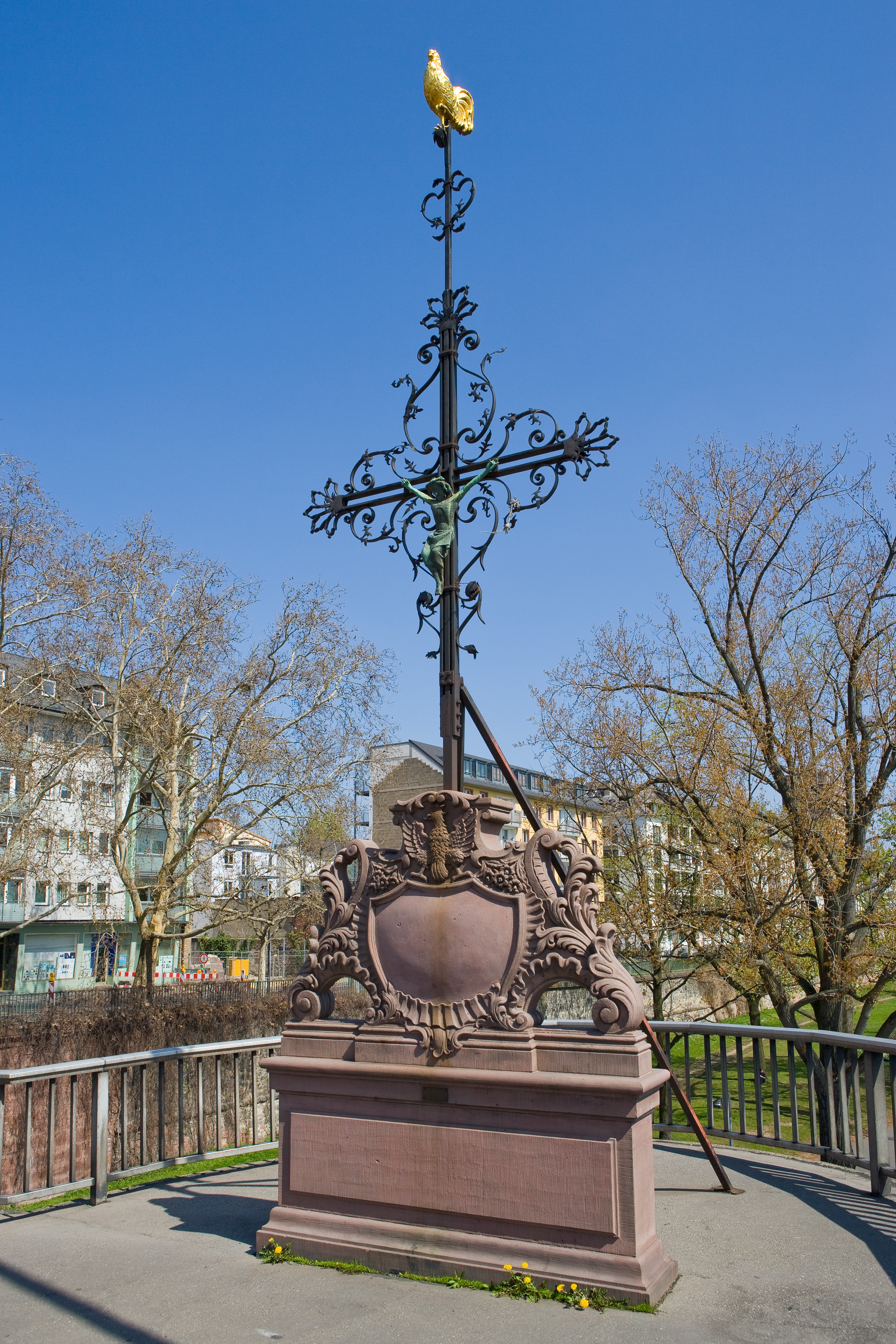
Von 1967 bis 2013 stand der Brickegickel auf dem nördlichen Strompfeiler der Alten Brücke

Fünfmal musste der Brickegickel im Laufe der Jahrhunderte erneuert werden:
- Der erste versank bereits 1434 bei einem heftigen Sturm im Main,
- Der zweite wurde 1635 im Dreißigjährigen Krieg von schwedischen Truppen heruntergeschossen. Während der Belagerung Frankfurts im Fürstenkrieg 1552 war er bereits beschädigt worden. Nach Abzug der Belagerer dichteten die siegreichen Frankfurter:

 Also habt ihr vernummen,

 Wie es zu Frankfurth ergangen hat

 Sie zogen wie die Stummen

 Ist ihnen ein großer Spott

 Dann sie haben geschossen schier

 Vom Hahn wohl einen Fuß

 Dasselbige glaube sicher mir

 Daß er noch hinken muß
- Der dritte Brickegickel versank am 16. Dezember 1739 beim Einsturz der Brücke zusammen mit Sockel und Kruzifix in den Fluten und wurde nicht mehr gefunden.
- Der vierte wurde mit einem neuen Sockel und einem Kruzifix – beide in spätbarocken Formen – 1750 gefertigt und stand bis zu ihrem Abriss 1914 auf der Alten Brücke sowie von 1926 bis 1945 auf der an ihrer Stelle errichteten Neuen Alten Brücke. Auch der spätbarocke Sandsteinsockel und die Kunstschlosserarbeit des Kruzifixes stammten in ihren Formen noch aus dieser Zeit. Im Zweiten Weltkrieg wurden am 26. März 1945 zwei Bögen der Brücke von der deutschen Wehrmacht gesprengt, um den Vormarsch der US-Armee aufzuhalten. Dabei wurden Sockel und Kruzifix zerstört, der Brickegickel fiel in den Main, konnte aber geborgen werden. Anschließend wurde er im Historischen Museum verwahrt. Bei der Untersuchung stellte sich heraus, dass er mehrere Einschusslöcher aufwies, die er wahrscheinlich am 31. Oktober 1813 bei Gefechten zwischen französischen und bayerischen Truppen erhalten hatte.
- Der fünfte wurde am 7. Dezember 1967 zusammen mit getreuen Kopien des spätbarocken Sockels und des Kruzifixes auf der renovierten Alten Brücke aufgestellt.
- Der sechste Brickegickel wurde im September 1994 errichtet, nachdem sein Vorgänger 1992 gestohlen worden war. Eine Spende von Helmut Gärtner, langjähriger Frankfurter Ortsvorsteher, aus Anlass seiner Wahl zum Ersten Stadtrat von Eschborn ermöglichte seine Herstellung durch den Bildhauer Edwin Hüller. Der heutige Brickegickel ist aus Bronze und mit einer Schicht aus Gold überzogen, die 2014 erneuert wurde.[1] Von 2013 bis 2017 befand er sich in der Werkstatt zur Restaurierung, unterstützt durch den „Brückenbauverein“. Am 17. November 2017 wurde der Brickegickel an seinem angestammten Platz, über der Mitte der Fahrrinne, flussoberseitig, wieder enthüllt.[2]

## Die Sage vom Brickegickel

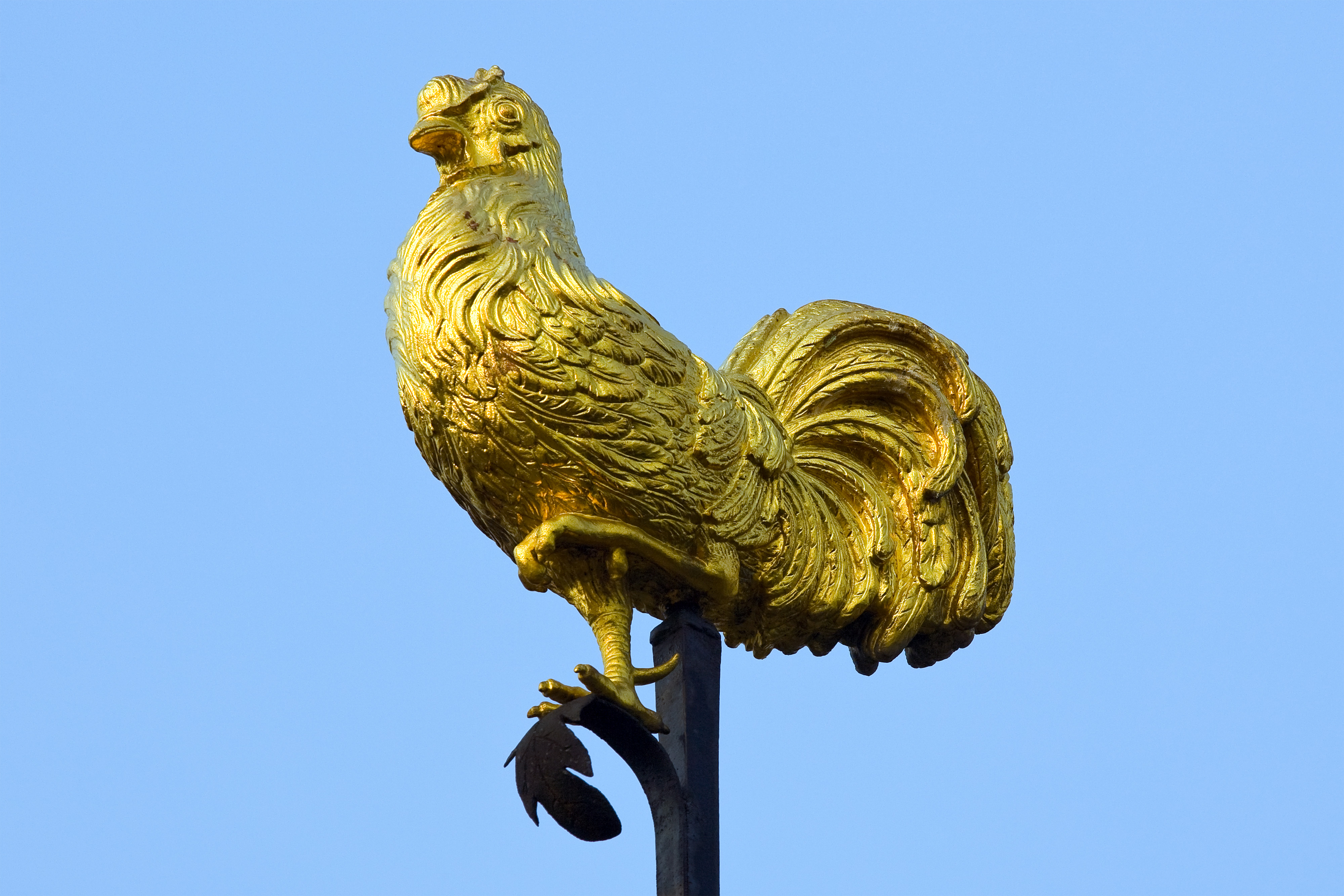
Der erste Begeher der Brücke

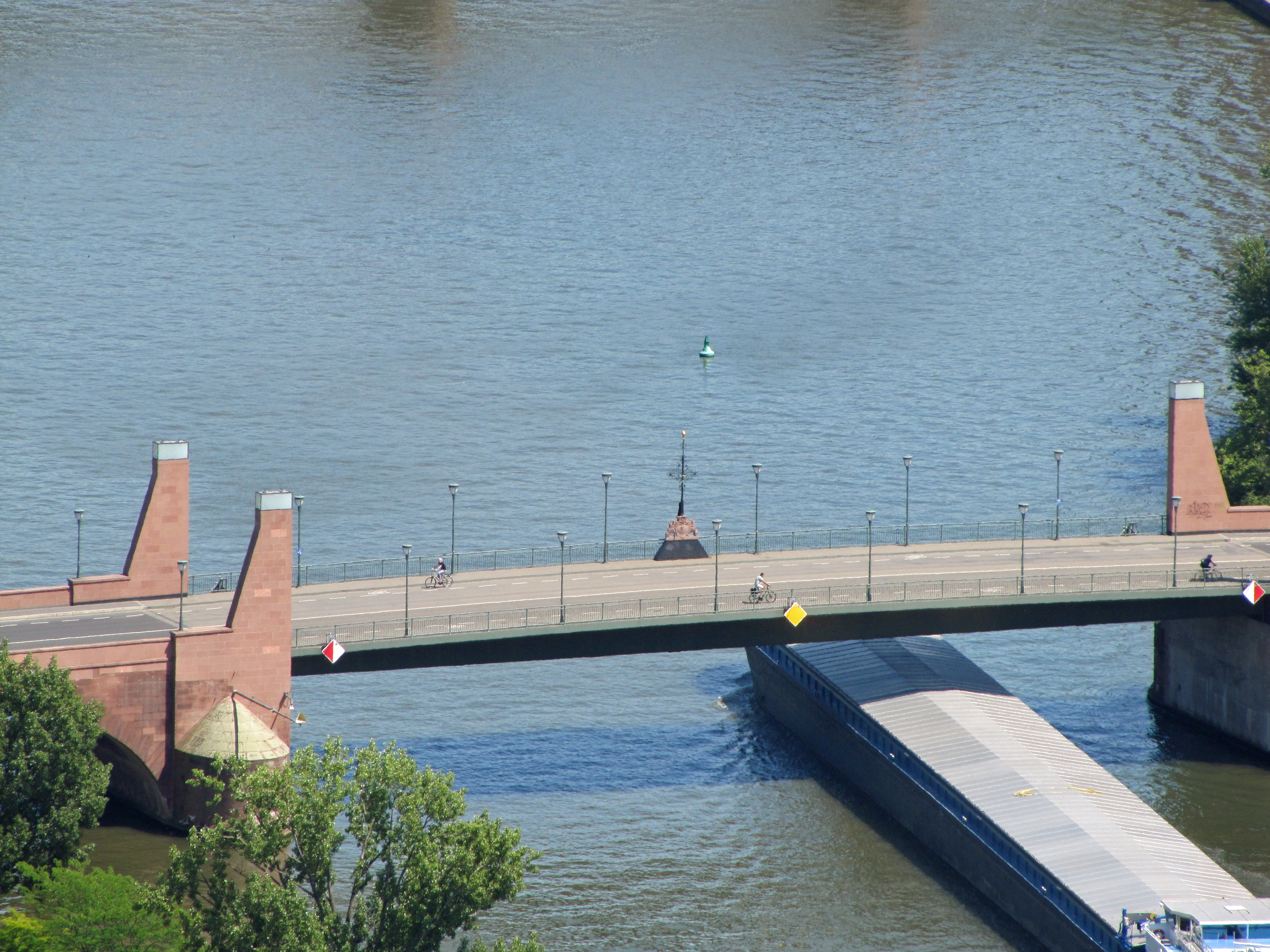
Jetziger Standort (Mitte Fahrrinne)

Die Brüder Grimm überliefern in ihren Deutschen Sagen die Geschichte von der Sachsenhäuser Brücke zu Frankfurt:

„In der Mitte der Sachsenhäuser Brücke sind zwei Bogen oben zum Teil nur mit Holz zugelegt, damit dies in Kriegszeiten weggenommen und die Verbindung leicht, ohne etwas zu sprengen, gehemmt werden kann. Davon gibt es folgende Sage:
Der Baumeister hatte sich verbindlich gemacht, die Brücke bis zu einer bestimmten Zeit zu vollenden. Als diese herannahte, sah er, daß es unmöglich war, und wie nur noch zwei Tage übrig waren, rief er in der Angst den Teufel an und bat um seinen Beistand. Der Teufel erschien und erbot sich, die Brücke in der letzten Nacht fertig zu bauen, wenn ihm der Baumeister dafür das erste lebendige Wesen, das darüber ging, überliefern wollte. Der Vertrag wurde geschlossen, und der Teufel baute in der letzten Nacht, ohne daß ein Menschenauge in der Finsternis sehen konnte, wie es zuging, die Brücke ganz richtig fertig.
Als nun der erste Morgen anbrach, kam der Baumeister und trieb einen Hahn über die Brücke vor sich her und überlieferte ihn dem Teufel. Dieser aber hatte eine menschliche Seele gewollt, und wie er sich also betrogen sah, packte er zornig den Hahn, zerriß ihn und warf ihn durch die Brücke, wovon die zwei Löcher entstanden sind, die bis auf den heutigen Tag nicht können zugemauert werden, weil alles in der Nacht wieder zusammenfällt, was tags daran gearbeitet ist. Ein goldener Hahn auf einer Eisenstange steht aber noch jetzt zum Wahrzeichen auf der Brücke.“

Diese Sage wird in ganz ähnlicher Form auch über andere Brücken erzählt, z. B. die Teufelsbrück in Hamburg, die Teufelsbrücke in der Schöllenenschlucht, die Steinerne Brücke in Regensburg und den Bau des Bamberger Domes und der dortigen Brücke. Anstelle eines Hahns werden allerdings oft andere Lebewesen über die Brücke getrieben, z. B. ein Ziegenbock oder eine Gans. Hinter diesen Brückensagen steckten wahrscheinlich uralte Überlieferungen, z. B. der Glaube an heidnische Flussgötter, die nur durch ein Opfer zu besänftigen waren. Außerdem gehörte der Brückenbau seit den Zeiten der Antike zu den schwierigsten und meistbewunderten technischen Aufgaben; für abergläubische Naturen war es leicht vorstellbar, dass sie nur mit Hilfe übernatürlicher Mächte gelingen konnte.
Tatsächlich entstand die Brücke schon über zweihundert Jahre bevor der erste Brickegickel errichtet wurde. Die erste Brücke war jedoch noch aus Holz, lediglich die Pfeiler waren gemauert. Erst 1276 wird erstmals eine steinerne Brücke erwähnt, über 100 Jahre nach der Steinernen Brücke von Regensburg. Es handelt sich bei der Frankfurter Brückensage also wahrscheinlich um eine Wandersage, d. h. eine Übertragung einer andernorts entstandenen Sage. Eine lokale Besonderheit ist, dass die Sage auch eine Erklärung für die hölzernen Balken liefert, mit denen jahrhundertelang die beiden mittleren Bögen gedeckt waren. Die Holzbalken dienten dazu, im Kriegsfall die Brücke rasch unpassierbar zu machen, ohne größere Zerstörungen anrichten zu müssen. 1840 wurden die beiden Bögen schließlich endgültig zugemauert – ohne dass der Teufel das Werk in der Nacht wieder einstürzen ließ.